# Parapluie de Whitney
Pour les articles homonymes, voir Parapluie (homonymie).
 (février 2021).
Si vous disposez d'ouvrages ou d'articles de référence ou si vous connaissez des sites web de qualité traitant du thème abordé ici, merci de compléter l'article en donnant les références utiles à sa vérifiabilité et en les liant à la section « Notes et références ».

Illustration du parapluie de Whitney.

La construction du parapluie de Whitney en tant que surface réglée.

Le parapluie de Whitney est une surface présentant des auto-intersections dans l'espace ambiant de dimension 3. Elle doit son nom au mathématicien américain Hassler Whitney, qui a étudié cet objet au travers de ses travaux sur les singularités d'applications différentiables.

## Formules
Les équations paramétriques de cette surface sont données en coordonnées cartésiennes par
{\displaystyle {\begin{aligned}x(u,v)&=uv\\y(u,v)&=u\\z(u,v)&=v^{2}\end{aligned}}}
où les paramètres u et v décrivent l'ensemble des réels.
Cette surface est contenue dans celle donnée par l'équation implicite :
{\displaystyle x^{2}=y^{2}z}
mais cette dernière inclut l'axe des z (aussi appelé poignée du parapluie), alors que la représentation paramétrique impose que z soit positif.

## Propriétés
Il s'agit d'un objet d'étude important en théorie des singularités. Les applications génériques opérant sur des 2-variétés et à valeurs dans R3 ne présentent que deux types de singularités stables : les lignes où se recoupent la surface et le parapluie de Whitney (plus précisément le point inférieur). On doit à Whitney lui-même cette classification.
Le parapluie de Whitney est une surface réglée et même un conoïde droit, de directrice une parabole d'axe parallèle à son axe.